# Második konstantinápolyi zsinat
A második konstantinápolyi zsinat a kereszténység ötödik egyetemes zsinata, amelyet 553. május 5. és június 2. között tartottak. 
A zsinat I. Iusztinianosz bizánci császár terve volt, hogy az antiochiai iskola teológusainak úgynevezett "három fejezet"-ének elítélésével ismét megnyerje magának a monofizitákat. Ennek érdekében a császár elfogatta Vigiliusz pápát Rómában, és erőszakkal Konstantinápolyba hurcoltatta, hogy rávegye a zsinat összehívására, és az azon való részvételre. Miután megígérte a császár a Vigiliusz pápa által kiválasztott nyugati püspökök részvételét a zsinaton, a pápa beleegyezett a zsinat összehívásába. A zsinaton meg is jelent Vigiliusz pápa, de látva a résztvevők arányát, illetve a megígért nyugati püspökök távollétét, a keletiek túlsúlyától tartva Khalkédónba menekült, és onnan küldte el nyilatkozatát, amelyben megtagadta a részvételt. 
Május 5-én 180 püspök jelent meg a Hagia Szophia templomban, köztük kilenc jelentéktelenebb észak-afrikai püspök. A zsinaton a három keleti pátriárka elnökölt: Eutükhiosz (Konstantinápoly), Apollinarisz (Alexandria), és Domnosz (Antióchia). Hét ülés után, június 2-án a zsinat 14 dogmatikus kánonban elítélte Mopszuesztiai Theodórosz, Küroszi Theodorétosz és Ibasz írásainak néhány részletét, amelyet 164 püspök írt alá. A beteg, öreg és magára hagyott Vigiliusz Justinianus nyomására csak 554. február 23-án ismerte el a zsinat döntését, és ezzel egyetemes zsinat rangjára emelte.